# 埃拉·拉姆齐
埃拉·拉姆齐（英語：Ella Ramsay，2004年7月12日—），澳大利亚女子游泳运动员，2023年全国锦标赛女子200米个人混合泳和女子400米个人混合泳铜牌得主、2024年夏季奥林匹克运动会女子4×100米混合泳接力银牌得主。